# Возвращение имён
«Возвраще́ние имён» — общероссийская гражданская акция памяти жертв политических репрессий, организуемая международным правозащитным обществом «Мемориал». В заранее определённый день и время горожане, сменяя друг друга, зачитывают имена земляков, безвинно расстрелянных в годы советской власти.
В Москве акция проходит с 10 утра до 10 вечера всегда накануне Дня политзаключённого, то есть 29 октября. В других российских населённых пунктах и за рубежом день акции устанавливается по-разному, но, как правило, это 29 или 30 октября. Принять участие в акции могут все желающие, независимо от возраста, социального статуса, наличия или отсутствия репрессированных родственников. Каждому пришедшему предлагается прочитать список из нескольких имён (фамилия, имя, отчество репрессированного, возраст на момент гибели, кем работал и дата расстрела), поставить свечу и возложить цветы.

## История

Плакат акции «Возвращение имён»

В 1974 году политические заключённые мордовских лагерей солидарно объявили 30 октября Днём политзаключённого. После этого ежегодно 30 октября в лагерях ГУЛАГа проходили голодовки политзаключённых, а с 1987 года — демонстрации в Москве, Ленинграде, Львове, Тбилиси и других городах. 30 октября 1989 года около 3 тысяч человек со свечами в руках образовали «живую цепь» вокруг здания КГБ СССР. После того как они отправились оттуда на Пушкинскую площадь с целью проведения митинга, они были разогнаны ОМОНом.
30 октября 1990 года на Лубянской площади был установлен Соловецкий камень — памятник жертвам советских политических репрессий.
18 октября 1991 года было принято Постановление Верховного Совета РСФСР № 1763/1-I от «Об установлении Дня памяти жертв политических репрессий», после которого 30 октября стало официально признанным Днём памяти жертв политических репрессий в СССР.

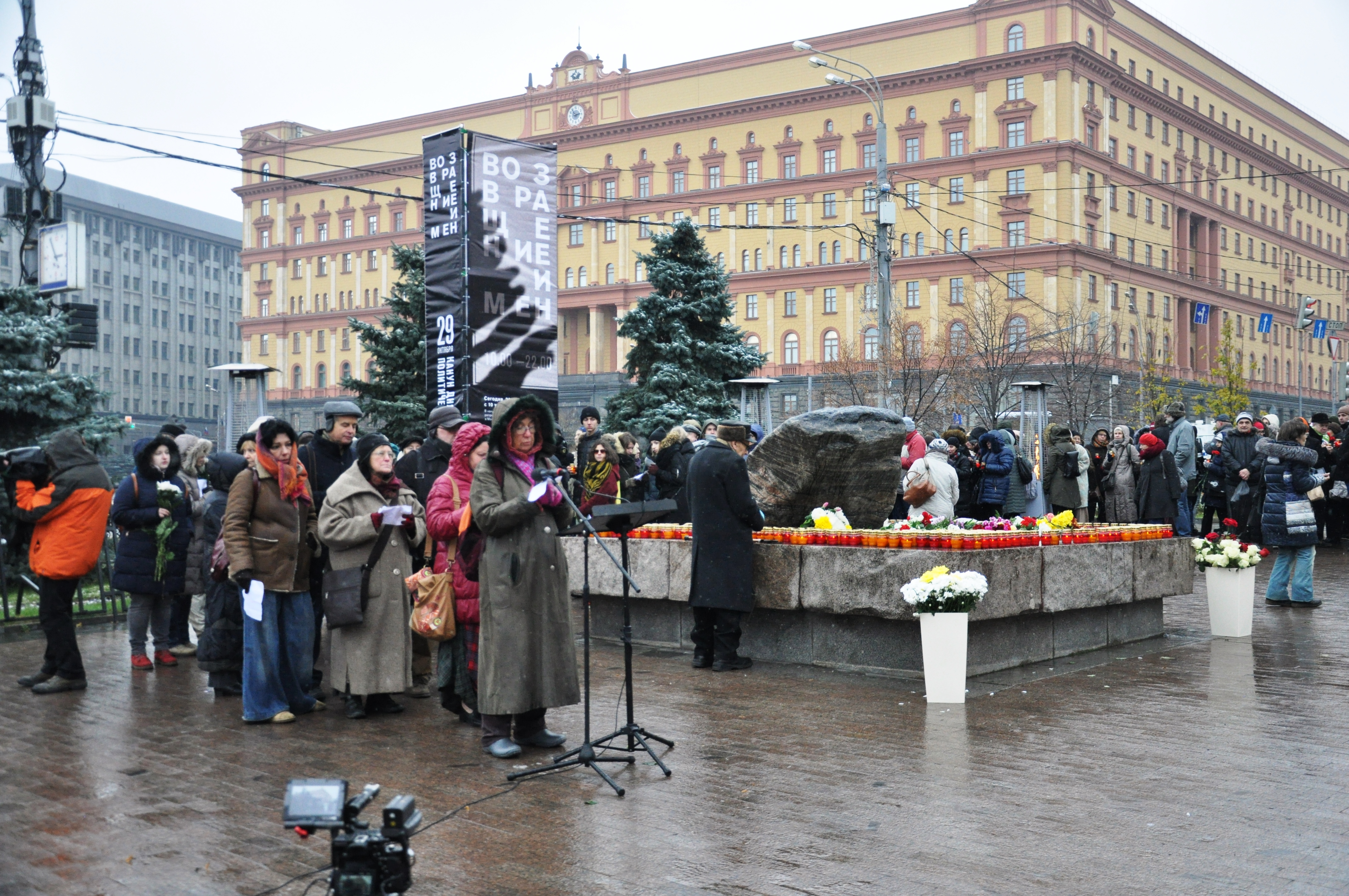
«Возвращение имён». Москва, Соловецкий камень, 29 октября 2016 года

29 октября 2007 года в Москве у Соловецкого камня на Лубянской площади прошла первая акция «Возвращение имён». Первые фамилии расстрельного списка прочитал Уполномоченный по правам человека в РФ Владимир Лукин:
Абазов Николай Сергеевич, 63 года, председатель Среднеазиатской геополитической комиссии, расстрелян 21 сентября 1937 года;
Абдулин Бари Абдулович, 38 лет, секретарь Ленинского района райкома ВКП(б) Курской области, расстрелян 3 августа 1937 года;
Абдюханов Усман Измайлович, 23 года, красноармеец, расстрелян 9 декабря 1937 года;
Аболтин Иван Фёдорович, 51 год, председатель колхоза, расстрелян 3 февраля 1938 года…"
В Москве все последние годы акция проходит 29 октября, за день перед Днём политзаключённых. С 10 утра и до 10 вечера люди стекаются со всего города к Лубянской площади, чтобы отстоять длинную очередь, взять свечу, листок с именами расстрелянных москвичей и прочесть эти имена в микрофон на всю Лубянскую площадь. В первой акции 29 октября 2007 года, продолжавшейся десять часов подряд, участвовали 213 человек, которые прочитали 3226 имён. В акции 2017 года в Москве приняли участие 5286 человек, из них 1227 человек подошли к микрофону. «Людей расстреливали тайно — мы делаем память о них публичной». Всего же только в Москве в 1937—1938 годах было расстреляно более 40 тысяч человек.

«Хорошо, что у нас появилась эта традиция — ежегодно собираться 29 октября у Соловецкого камня и вспоминать жертв сталинских палачей. Многие приходят с детьми разного возраста вплоть до младенческого. Через одного люди добавляют имена своих близких — „мой отец, мой дед, мой прадед, прапрадед…“ Звучат и имена современных политзаключённых — Юрий Дмитриев, Олег Сенцов. Многие говорят сквозь слёзы. Спустя 3 с лишним часа стояния в очереди, я, наконец, подошла к микрофону и ощутила такое волнение, что голос едва не надломился. Мне достался листок с одним-единственным именем — Борис Яковлевич Бурак, 37 лет, начальник отдела снабжения фабрики № 5 „Мосчулок“. Расстрелян 21 октября 1937 года. Увы, больше мне ничего неизвестно о судьбе Бориса Яковлевича, но я хорошо знаю историю жизни другого человека, имя которого я произнесла у Соловецкого камня от себя: Нильсен Владимир Семёнович, 31 год, кинооператор, снявший фильмы „Весёлые ребята“, „Цирк“, „Волга-Волга“. Расстрелян 20 января 1938 года на Коммунарке. Реабилитирован в 1956-м».— Ксения Сахарнова, документалист.
С 2020 года Власти Москвы ежегодно отказывались согласовать проведение акции у Соловецкого камня, ссылаясь на ограничения, введённые из-за коронавируса.

## Места проведения акции
За 15 лет акция приобрела международный масштаб, в 2022 году она прошла более чем в 20 странах и 70 городах мира. В 2023 году акция прошла в 95 городах и 36 странах, в 2024 году — в 141 городе и 46 странах

#### В России
В настоящее время (2017 год) акция «Возвращение имён» стала всероссийской:
| Город                | Адрес или название места | День                     | Время         | Примечания                                |
| -------------------- | --- | ------------------------ | ------------- | ----------------------------------------- |
| Архангельск          | Сквер на пересечении проспекта Обводной канал и ул. Гагарина                                                                           | 30 октября               |               | Митинг памяти у Соловецкого камня         |
| Архангельск          | Около театра драмы им. М. В. Ломоносова                                                                                                | 30 октября               | 14:00 — 19:00 | Акция «Молитва памяти»                    |
| Бийск                | Мемориальный комплекс, ул. Динамовская, 1                                                                                              | 30 октября               |               |                                           |
| Боровск              | Сквер у Музейно-выставочного центра, ул. Ленина, 27                                                                                    | 29 октября               | 12:00         | Акция «Возвращение имён»                  |
| Брянск               | Ул. Советская, у закладного камня памятнику жертвам массовых политических репрессий на Брянщине                                        | 30 октября               |               |                                           |
| Вельск               | Внутренний двор научно-образовательного центра «Дом Г. Д. Карпеченко», ул. Г. Д. Карпеченко, дом 9                                     | 30 октября               | 14:00 — 18:00 | Акция «Молитва памяти»                    |
| Венёв                | Никольский Покаянный Крест, Красная площадь                                                                                            |                          | 10:30         | Акция «Молитва памяти»                    |
| Владимир             | У Поклонного креста на территории Богородице-Рождественского монастыря                                                                 | 30 октября               | 10:30 — 12:00 | Акция поминовения                         |
| Воронеж              | У памятника О. Э. Мандельштаму, Мандельштамовский сквер (пересечение улиц Энгельса и Чайковского)                                      | 30 октября               | 12:00 — 14:00 | Акция «Возвращение имён»                  |
| Воронеж              | У кинотеатра «Пролетарий», Никитинская площадь                                                                                         | 30 октября               | 15:00 — 19:00 | Акция «Молитва памяти»                    |
| Горно-Алтайск        | Национальный музей республики Алтай им. А. В. Анохина, ул. Григория Чорос-Гуркина, 46                                                  | 29 сентября — 30 октября |               | Выставка «Возвращение имён»               |
| Екатеринбург         | Площадь перед храмом Большой Златоуст, ул. 8 Марта, 17а                                                                                | 30 октября               | 11:00 — 17:00 | Акция «Возвращение имён»                  |
| Екатеринбург         | Торжественная часть «IN MEMORIAM» с последующим шествием к бывшему зданию УНКВД по пр. Ленина, 17                                      | 30 октября               | 17:00 — 17:30 |                                           |
| Екатеринбург         | Возле часовни Великомученицы Екатерины, пл. Труда, 1                                                                                   | 30 октября               | 11:00 — 17:00 | Акция «Молитва памяти»                    |
| Истра                | На площади перед Центром досуга «Мир», ул. Ленина, 12                                                                                  | 30 октября               | 14:00 — 18:00 | Акция «Молитва памяти»                    |
| Казань               | Мемориальный комплекс памяти жертв политических репрессий 1928-42 гг., Архангельское кладбище                                          | 30 октября               | 10:00         | Панихида по невинно убиенным              |
| Казань               | в Ленинском сквере у памятника всем жертвам политрепрессий в Казани, Казанской губернии и Татарской АССР за все годы советской власти. | 30 октября               |               | Траурное собрание                         |
| Камышин              | На территории Никольского кафедрального собора, ул. Будённого, 4                                                                       | 30 октября               | 11:30 — 14:00 | Акция «Молитва памяти»                    |
| Коломна              | «Мемориальный парк» (бывшее Петро-Павловское кладбище)                                                                                 | 30 октября               | 13:00 — 19:00 | Акция «Молитва памяти»                    |
| Комсомольск-на-Амуре | Село Пивань, захоронение заключённых Нижне-Амурского ИТЛ НКВД                                                                          | 29 октября               |               |                                           |
| Красноярск           | Площадь мира, 1 | 30 октября               | 13:00 — 17:00 | Акция «Возвращение имён»                  |
| Миасс                | Бульвар Мира (Центр, площадь возле администрации)                                                                                      | 30 октября               | 12:00         | Митинг-реквием                            |
| Москва               | Соловецкий камень, Лубянская площадь                                                                                                   | 29 октября               | 10:00 — 22:00 | Акция «Возвращение имён»                  |
| Мурманск             | Памятник жертвам политических репрессий, сквер на ул. Ленинградская                                                                    | 30 октября               |               |                                           |
| Нижневартовск        | Парк Победы | 30 октября               | 14:00 — 16:00 | Акция «Молитва памяти»                    |
| Новосибирск          | Нарымский сквер, Памятник жертвам политических репрессий                                                                               | 30 октября               | 14:00 — 19:00 | Акция «Возвращение имён»                  |
| Оренбург             | Зауральная роща города Оренбурга (место захоронения жертв сталинских репрессий 1930—1950 годы).                                        | 30 октября               |               | Акция «Возвращение имён»                  |
| Оренбург             | Зауральная роща у Поклонного креста | 30 октября               |               | Акция «Возвращение имён»                  |
| Пенза                | Памятник «Покаяние», ул. Московская, 86                                                                                                | 30 октября               | 11:00         | Акция «Возвращение имён»                  |
| Пермь                | Сад Декабристов | 29 октября               | 14:00 — 17:00 | Акция «Возвращение имён»                  |
| Ростов-на-Дону       | Мемориал «Невинно убиенным», парк Строителей                                                                                           | 30 октября               |               |                                           |
| Самара               | У храма в честь Собора Самарских святых                                                                                                | 30 октября               | 12:00 — 15:00 |                                           |
| Санкт-Петербург      | Соловецкий камень на Троицкой пл. (м. Горьковская)                                                                                     | 30 октября               | 12:00-20:00   | Акция «Хотелось бы всех поимённо назвать» |
| Санкт-Петербург      | Феодоровский собор | 30 октября               | 13:00-15:00   | Акция «Молитва памяти»                    |
| Санкт-Петербург      | Левашовское мемориальное кладбище | 30 октября               | 14:00 — 15:00 | Акция «Молитва памяти»                    |
| Санкт-Петербург      | Площадь Кулибина | 30 октября               | 15:00 — 17:00 | Акция «Молитва памяти»                    |
| Санкт-Петербург      | сад Фонтанного дома у Музея Анны Ахматовой                                                                                             | 30 октября               | 18:30 — 21:30 | Акция «Молитва памяти»                    |
| Тамбов               | Администрация Тамбова перенесла акцию с Первомайской площади в сквер Сочи                                                              | 30 октября               | 17:00         | Акция «Возвращение имён»                  |
| Томск                | Сквер Памяти (при музее «Следственная тюрьма НКВД»), проспект Ленина 42-44                                                             | 30 октября               |               |                                           |
| Тула                 | Памятник жертвам политических репрессий, ул. Фёдора Смирнова 7                                                                         | 30 октября               |               |                                           |
| Улан-Удэ             | У мемориала жертв политических репрессий на улице Соборная                                                                             | 30 октября               | 10:00 — 16:00 | Акция «Возвращение имён»                  |

#### В других странах
| Страна         | Город         | Адрес или название места | День       | Время         | Примечания                                                      |
| -------------- | ------------- | --- | ---------- | ------------- | --------------------------------------------------------------- |
| Белоруссия     | Минск         | Кальварийское кладбище, Лошица, Благовщина, Военное кладбище, Парк Челюскинцев, Куропаты | 29 октября | 11:00         | Короткие выступления на каждом захоронении и поминальные службы |
| Белоруссия     | Минск         | Куропаты: зачитаны имена более 5000 расстрелянных в подвалах минских тюрем, молитва за Беларусь и зажжение свечей в память об убитых | 29 октября | 12:00 — 20:00 | Дневная акция памяти жертв                                      |
| Белоруссия     | Минск         | Куропаты: зачитаны имена белорусских деятелей культуры, расстрелянных в роковую ночь 29 октября 1937 года, выступления историков, а также с отрывками из произведений убитых (проза и поэзия) | 29 октября | 23:00 — 6:00  | Финал дня и ночная акция памяти жертв                           |
| Великобритания | Лондон        | Yalta Memorial Gardens, SW7 2SP, London | 29 октября | 12:00 — 17:00 | Акция «Возвращение имён» Лондон 2017                            |
| Германия       | Берлин (2024) | Площадь Steinplatz, памятный камень жертвам сталинизма. Инициатор — Memorial Deutschland. | 29 октября | 17:00         | Акция «Возвращение имён»                                        |
| Германия       | Бремен        | Памятный камень, установленный в 1984 году, на котором изображено сжигание книг национал-социалистами в мае 1933 года. Место: 34 Bürgermeister-Deichmann-Straße/28217 Bremen [Gedenkstein]. Во время Первой мировой войны здесь проводились митинги против войны и голода. 4 марта 1933 года тут протестовали 30 000 антифашистов против убийства СС члена организации «Рейхсбаннер» Йоханесса Люке. 10 мая 1933 года национал-социалисты здесь, как и по всей Германии, сожгли произведения значимых немецких писателей. | 29 октября | 12:00 — 15:00 | Акция «Возвращение имён [в Бремене]»                            |
| Канада         | Саттон-Уэст   | Кладбище в Саттон, Онтарио, Канада, 20846 Dalton Rd, Sutton West, ON L0E 1R0 (Sutton Cemetery, 60 км от Торонто на север по 404 или 48 хайвею) | 30 октября | 14:00         | Акция «Молитва памяти»                                          |
| Латвия         | Рига          | У мемориала «Тактильная история» (лат. Vēstures taktīla), площадь Латышских стрелков (лат. Latviešu strēlnieku laukums). Инициатор — общество «Krievu balss Latvijai» («Русский голос для Латвии») | 29 октября | 15:30         | Акция «Возвращение имён»                                        |
| Литва          | Вильнюс       | У памятника жертвам советской оккупации, площадь Лукишкю (лит. Lukiškių aikštė) | 29 октября | 15:00         | Акция «Возвращение имён»                                        |
| Польша         | Варшава       | Замковая площадь, Plac Zamkowy, Инициатор — общество «Za Wolną Rosję» («За свободную Россию»); с 2022 года — при участии общества Memoriał Polska (польский Мемориал). | 29 октября | 16:00         | Акция «Przywracanie imion 2017»                                 |
| Польша         | Краков        | Мемориал «Катынский крест» | 29 октября | 16:00         | Акция «Возвращение имён»                                        |
| США            | Вашингтон     | Victims of Communism Memorial 300 New Jersey Ave NW | 29 октября | 14:00 — 17:00 | Акция «Give them their names back»                              |
| США            | Миннеаполис   | Церковь Воскресения Христова, Minneapolis, Minnesota 1201 Hathaway Lane NE Fridley, MN 55432-5720 | 30 октября | 12:00         | Акция «Молитва памяти»                                          |
| Чехия          | Прага         | У памятника жертвам коммунизма — улица Újezd в Пражском Малом граде. | 29 октября | 15:00 — 16:00 | Акция «Возвращение имён»                                        |